# Morinov prehod
Morinov prehod je magnetni fazni prehod v α-Fe2O3 hematitu, v katerem se pri temperaturi pod Morinovo prehodno temperaturo TM antiferomagnetna ureditev  preuredi iz pravokotne na os c v vzporedno z osjo c.
TM za Fe3+ v α-Fe2O3 je 260 K.

## Vir
- American Physical Society abstract